# Argoen (Kaukasus)
De Argoen (Russisch: Аргун, [Argoen], Georgisch: არღუნი, Argoeni) is een rivier die vanuit Georgië door de Russische autonome republiek Tsjetsjenië in de Noordelijke Kaukasus stroomt. Het is een zijrivier van de Soenzja en ze ligt binnen het stroomgebied van de Terek. 

## In Georgië
De bron van de Argoen ligt op de noordelijke hellingen van de Grote Kaukasus in Georgië, op de 3010 meter hoge Chachmatis die in de hoofdkam van het gebergte ligt, een kilometer ten zuiden van de 2677 meter hoge Datvisdzjvaripas. De Argoen stroomt vanaf daar 25 kilometer naar het noorden langs Sjatili, om vlak voor de Georgisch-Russische grens bij Anatori de Andaki op te nemen. Deze rechterzijrivier is langer dan de Argoen tot het punt van samenvloeiing. De bron van de Andaki ligt op de hellingen van de 3294 meter hoge Borbalo op de grens met Toesjeti. De Andaki stroomt via Moetso naar het noorden tot de Argoen.

## In Rusland
De Argoen stroomt vervolgens in noordelijke richting de grens over en iets verderop bij de zogenaamde 'Argoenpoorten' passeert de Argoen de gebergtes in Tsjetsjenië en neemt daar een aantal bergrivieren op, waarvan de rivier Sjaroargoen de grootste is. De Argoen stroomt door westelijk Tsjetsjenië door de districten Itoem-Kalinski en Sjatojski. Dit gebied vormt een van de eerste plaatsen waar de Tsjetsjenen zich vestigden en wordt gekarakteriseerd door vele ruïnes van vroegere dorpen gebouwd in de traditionele torenvormige stijl. Na de deportatie van de Tsjetsjenen en hun daaropvolgende terugkeer, vestigden ze zich vooral op de vlakten van de republiek. Enkele van de verlaten dorpen zijn weer bewoond, zoals Itoem-Kale, Sjatoj, Vasjindaroj en Borzoj, maar anderen bleven alleen bestaan als graven van hun voorouders.
Na de instroom in de Tsjetsjeense Vlakte stroomt de Argoen de grens tussen het district Sjalinski en Grozny over en stroomt in de Soenzja. De vallei is dichtbevolkt. Voor de Tsjetsjeense oorlogen werd het gekarakteriseerd door een vrijwel continue aaneenschakeling van boerderijen en huizen. In de benedenloop van de rivier ligt de naar de rivier vernoemde stad Argoen.